# Mistrzostwa Polski w kolarstwie przełajowym 1939
Mistrzostwa Polski w kolarstwie przełajowym 1939 odbyły się we Lwowie.
Były to ostatnie mistrzostwa Polski w kolarstwie przełajowym przed wybuchem II wojny światowej.

## Wyniki
- Bolesław Napierała (Syrena Warszawa)[1]
- Stanisław Wrzesiński (KPW Warszawa)
- Władysław Wandor (Cracovia)